# Louis-Benoît Picard

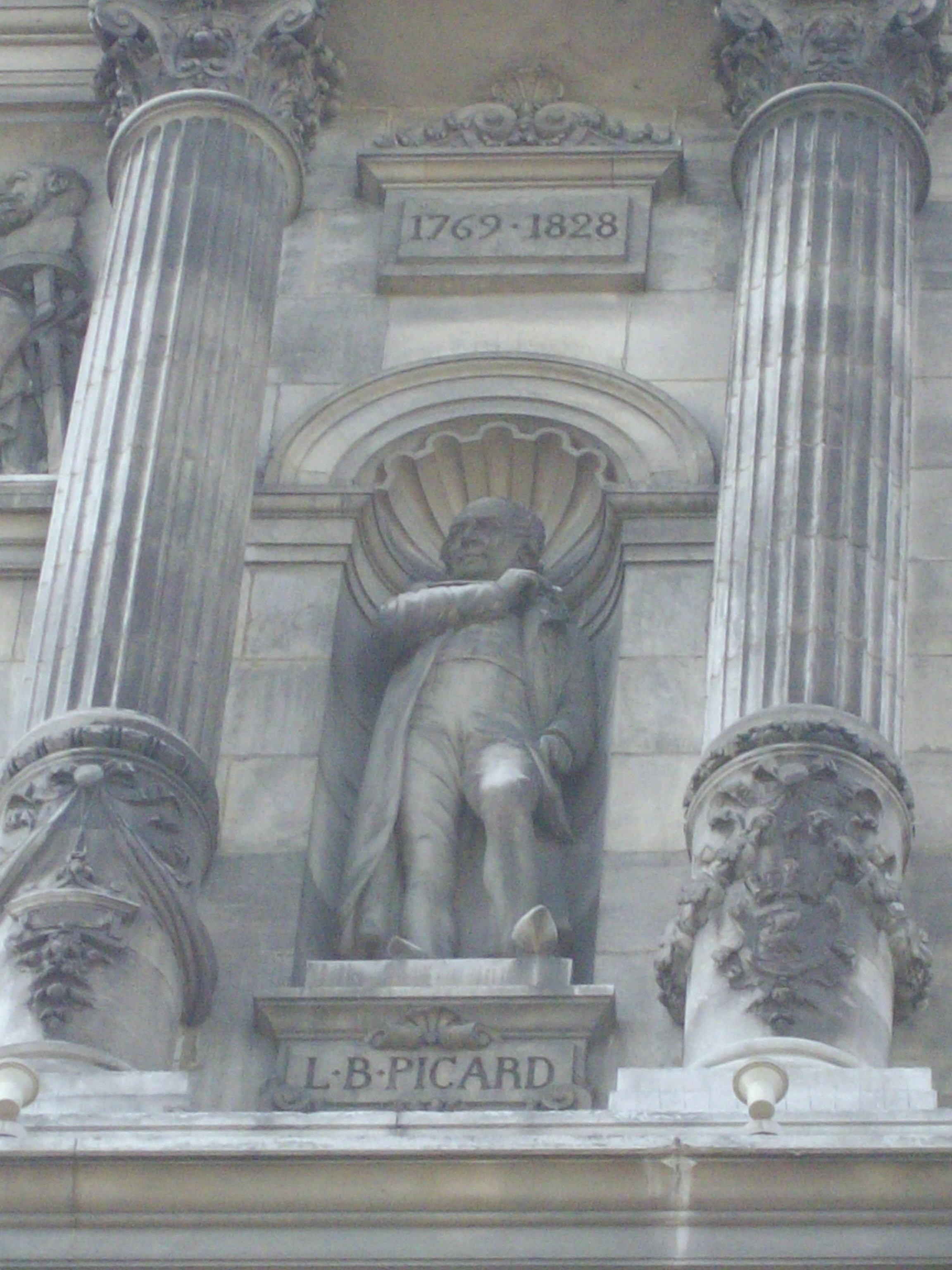
Staty föreställande Louis-Benoît Picard.

Louis-Benoît Picard, född den 29 juli 1769 i Paris, död där den 31 december 1828, var en fransk lustspelsförfattare.
Picard blev skådespelare 1797, direktör för Louvois-teatern 1801 och för Opéra-buffa 1804, medlem av Franska akademien 1807, chef för musikaliska akademien i Paris samma år och var 1816-21 direktör för Odéon-teatern. I Nordisk Familjebok får han följande omdöme: "P. förfogade öfver slående kvickhet, iakttagelseförmåga, 
naturlig komik och sinne för det sceniska, hvaremot djup och konstnärlighet tröto honom. Han målade seder, men icke karaktärer; därför vardt han snart föråldrad." Picard författade även romaner.
Till hans tidigaste pjäser hör Les visitandines (1792; "Nunnorna eller besökelseklostret", 1794, en komedi med sång, uppförd i Stockholm 126 gånger) och Le conteur (1793; "Berättaren eller de tvenne gästgifvargårdarne", 1800). I Médiocre et rampant (1797; "Medelmåttig och krypande", 1819) och två andra stycken gisslade Picard sederna i det franska samhället efter revolutionen, men holl sig därefter till ett anspråkslösare område och riktade spellistan med en mängd lustspel, varav ett tjugotal gått över svensk scen; till dem hör La petite ville (1801; "Småstaden"), Les marionnettes (1806; "Marionetterne", 1807) och Les deux Philibert (1816; "Bröderna Philibert", 1818).

## Teaterpjäser
- L’Alcade de Molorido.[9]